# Trombas
Trombas é um município brasileiro do estado de Goiás.Sua população em 2024 era de 3 106 habitantes, segundo estimativas do IBGE.
Trombas é uma pequena cidade localizada ao norte goiano. A princípio era distrito de Formoso, mas em 1988 foi emancipada, e passou a se chamar Trombas por causa de um rio que nascia entre duas serras, e tinha o formato de uma tromba de elefante.
A cidade é marcada todos os anos pela tradicional Festa do Peão, famosa em todo estado.

## História
O município de Trombas teve início em meados da década de 1950. Afetadas pelas secas dos sertões da Bahia e do Ceará, algumas famílias vieram para o interior de Goiás em busca de terras férteis, como Cândido Castro de Souza e seu irmão. Essas famílias se instalaram às margens de um córrego e, na mesma época, se mudaram para as margens de um córrego próximo, o qual denominaram Córrego das Trombas de Elefante, logo formando um povoado chamado Trombas. A origem do nome se deve à nascente do rio, que fica entre os dois morros semelhantes a uma tromba de elefante. O povoado recebeu outra denominação, a qual não era oficial, segundo alguns moradores, de Vila Dourado, e mais tarde voltou a possuir o primeiro nome.
Entre 1950 e 1954 houve um grande conflito pelas terras férteis, tomando características de uma guerra entre a polícia e os posseiros. José Porfírio de Souza, posseiro da região, assumiu a liderança do movimento feito pelo povo a fim de legalizar as terras. Em 1962, os camponeses elegeram José Porfírio de Souza deputado estadual, e este se tornou um homem conhecido politicamente. Em 1967, devido ao golpe de 1964 contra o governo do presidente João Goulart e seus aliados, o militarismo enviou espiões em busca de José Porfírio, e o mesmo foi preso e algemado no povoado de Riachão, Maranhão. José Porfírio foi levado para Goiânia, preso e, mais tarde solto. Almoçou com sua advogada e saiu dali dizendo que ia ao banco retirar dinheiro. Desde então ninguém mais o viu.

### Formação Administrativa
Distrito criado com a denominação de Trombas, pela lei estadual nº 7266, de 21-11-1968, subordinado ao município de Formoso.
Em divisão territorial datada de 1-I-1979, o distrito figura no município de Formoso.
Elevado à categoria de município com a denominação de Trombas com área do extinto distrito de Vila Dourado, pela lei estadual nº 10436, de 9 de janeiro de 1988, desmembrado de Formoso. Sede no atual distrito de Trombas. Constituído do distrito sede. Instalado em 1 de janeiro de 1989. 
Em divisão territorial datada de 2003, o município é constituído do distrito sede. 
Assim permanecendo em divisão territorial datada de 2007.

## Geografia
O clima predominante é tropical seco. A temperatura anual média é de 27 graus centígrados. A estação chuvosa prolonga-se de outubro a abril. A vegetação natural predominante é o cerrado e consiste de árvores esparsas, de tronco retorcido, bem como de plantas rasteiras.
Do ponto de vista hidrográfico, Trombas situa-se na Bacia do Rio das Almas, especificamente na bacia hidrográfica formada pelo Rio das Almas, Rio Tocantins e Rio Paranã.
Os principais Rios que cortam o município são: Rio Santa Teresa, Córrego da Onça, Ribeirão Corrente, Pedra de Amolar, Córrego Esmeril, córrego do Sapato. Fonte Mapa Hidrográfico do Município de Trombas.

## Religião
Em Trombas há a predominância de cristãos, sendo divididos entre católicos e protestantes. A maior igreja da cidade é a Igreja Santo Antônio, localizada na região noroeste da cidade[carece de fontes?].

## Economia
Trombas destaca-se no investimento agropecuário.

## Administração

### Prefeitos
1 - EPAMINONDAS JOSÉ ROMEIRO (1989 - 1992) - PMDB
2 - DERCÍLIO BATISTA DE SOUZA (1993 - 1996) - PMDB
3 - OSVALDO ELIAS VIEIRA (1997 - 2000) - PMDB
4 - DERCÍLIO BATISTA DE SOUZA (2001 - 2004) - PMDB
5 - ÉLSON CARLOS DA SILVA (2005 - a 9 de dezembro de 2008) - PR
6 - ROSALVO JOSE ROMEIRO (10 de dezembro de 2008 a 31 de dezembro de 2008) - PSB
7 - CATARINO JOSÉ DA SILVA - PT (2009 - 2012)
8 - CATARINO JOSE DA SILVA - PT (2013 - 2016)
9 - AGOSTINHO DA NÓBREGA RODRIGUES - PSDB (2017 - 2020)